# Haus Havkenscheid

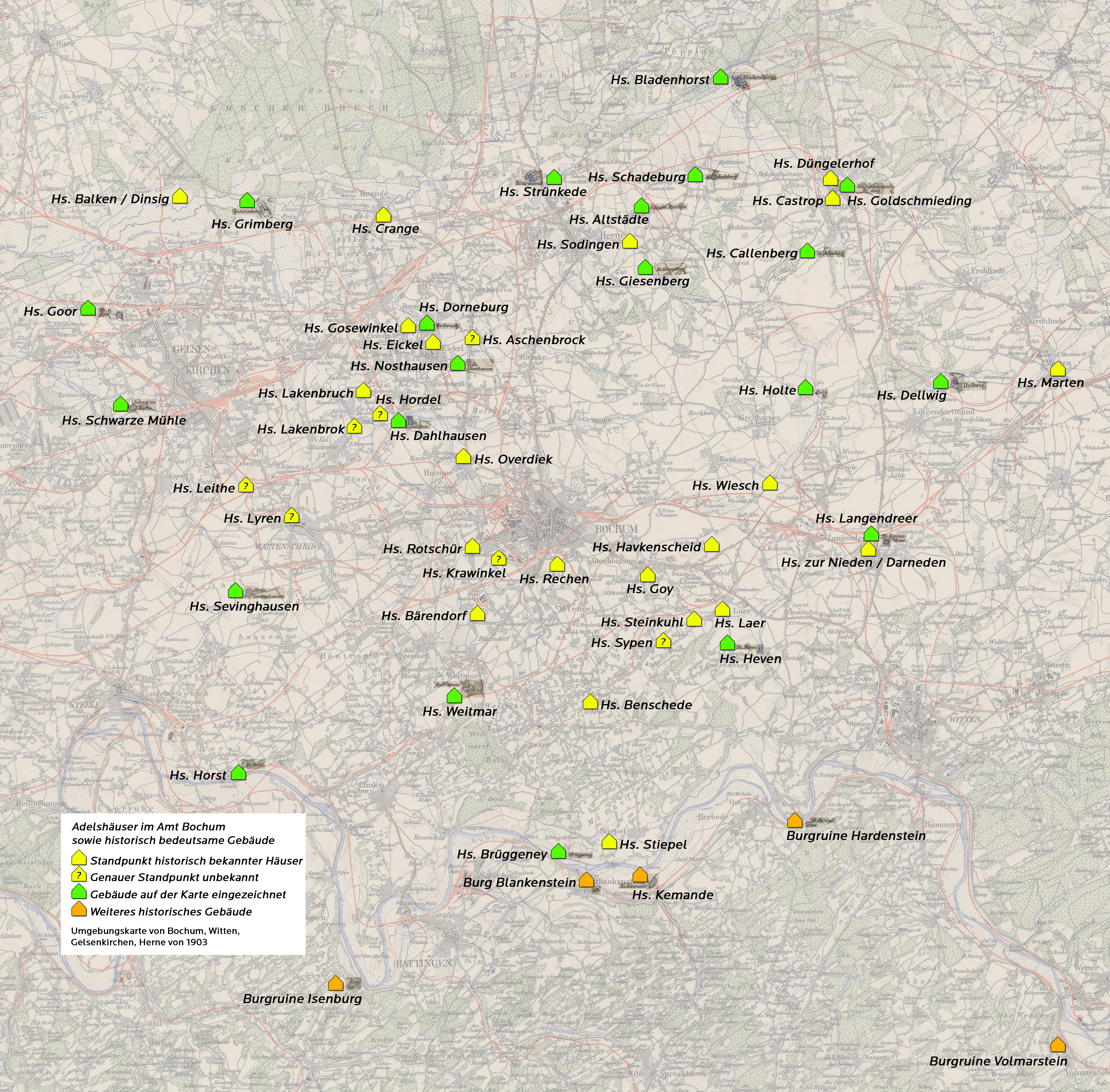
Lage der Adelshäuser in Bochum

Haus Havkenscheid ist ein niedergegangenes Rittergut in Altenbochum. Es war laut Franz Darpe ein Lehen der Isenberger, später ein Limburg-Styrumer Lehen. Es befand sich im Besitz der Familie Havkenscheid, später der Familie Düngelen. In der späteren Nutzung zerfiel es und wurde abgerissen.

## Lage
Etwa 1.500 Meter nordöstlich von Altenbochum befindet sich die Siedlung Hackenscheid. Das Gut befand sich am westlichen Rand der aus vier oder fünf Gehöften bestehenden Siedlung. An gleicher Stelle befindet sich jetzt ein Neubau.

## Geschichte
Um 1340 findet sich in den Urkunden ein Theodoricus de Havekenschede. Die Urkunden nennen 1437 einen Diderich. Am 23. November 1470 belehnt Wilhem van Limborch to Stierhem den Dirich van Havekeschede (* etwa 1430; † vor 1485), Sohn des verstorbenen Diriche, mit dem Gut zu Havekeschede im Kirchspiel und Gericht Boichem. Das Messkornregister aus dem Jahre 1513 erwähnt einen Dirick von Havekenschede. Elisabeth, die Tochter Melchior von Havkenscheids, brachte das Gut in ihre Ehe mit Goswin von Düngelen ein, der auch Haus Dahlhausen besaß. Da diese dort ihren Wohnsitz beibehielten, wurde Haus Havkenscheid fortan nicht mehr als Adelssitz genutzt und deshalb verpachtet.
Als die Linie der Düngelen zu Dahlhausen im Jahre 1809 erlosch, gelangte Haus Havkenscheid zusammen mit Haus Dahlhausen an die Familie Schragmüller in Bochum. Um 1810 wohnte ein Köhler auf dem Gut. Das Herrenhaus verfiel in den folgenden Jahren völlig. Die Reste des Gutes wurden 1921 an die Stadt Bochum verkauft und 1982 abgerissen.